# Cvetke
Cvetke (en serbe cyrillique : Цветке) est un village de Serbie situé sur le territoire de la ville de Kraljevo, district de Raška. Au recensement de 2011, il comptait 990 habitants.

## Démographie

### Évolution historique de la population
| 1948  | 1953  | 1961  | 1971  | 1981  | 1991  | 2002  | 2011 |
| ----- | ----- | ----- | ----- | ----- | ----- | ----- | ---- |
| 1 494 | 1 470 | 1 324 | 1 208 | 1 243 | 1 169 | 1 070 | 990  |

|  |